# Nmrpm
Nmrpm è un singolo del cantautore italiano Gazzelle, pubblicato il 30 gennaio 2017 come secondo estratto dal primo album in studio Superbattito.

## Descrizione
Il brano è stato registrato presso lo studio di registrazione Cuborosso a Roma ed è prodotto, registrato e mixato da Igor Pardini con la supervisione artistica di Leo Pari, con il mastering di Andrea Suriani.
La sigla Nmrpm è l'acronimo della frase Non mi ricordi più il mare, ripetuta all'inizio delle due strofe dal cantautore romano.

## Video musicale
Il videoclip è stato pubblicato sul canale YouTube di Maciste Dischi il 30 gennaio 2017 ed è stato girato da BENDO. Nel video, Gazzelle, che per la prima volta appare come protagonista, è sfocato in primo piano, con alle sue spalle una strada trafficata.

## Tracce
1. Nmrpm – 3:37